# 许天来 (马来西亚)
拿督许天来（英語：Hee Tien Lai，1941年2月20日—2016年2月21日），马来西亚政治人物、马华公会党员。他也是首位华裔出任国会下议院副议长。此外，也曾于1974年、1978年及1982年出任亚依淡区国会议员，并任马华亚依淡区会主席。
2016年2月21日去世，享年75岁。